# Либеральная автократия
Либеральная автократия — недемократический (автократический) политический режим, при котором правительство придерживается принципов либерализма.

## История
До 20 века большинство стран Западной Европы подходили под параметры либеральной автократии, либо являлись полудемократическими странами. Либеральная автократия часто предшествовала различным формам избирательной демократии, будучи гораздо более открытой, чем феодальные монархии, но менее свободной, чем современные либеральные демократии.
Самыми яркими примерами подобной формы правления являются Австро-Венгерская империя и Гонконг под управлением Великобритании.
Мнение о том, что Гонконг являлся либеральной автократией подтверждают некоторые политические аналитики такие как Фарид Закария - Фарид высказал мнение о том, что до 1991 года в Гонконге ни разу не проводились значимые выборы, но в свою очередь правительство олицетворяло конституционный либерализм, защищая основные права своих граждан и управляя справедливой судебной системой и бюрократией.
Австрийский экономист и философ Фридрих Хайек утверждал, что режим Аугусто Пиночета в Чили также был либеральной автократией, в отличие от правительства Сальвадора Альенде. Однако многие исторические документации и наблюдения указывают на то, что режим Пиночета был не либеральным, приводя в качестве примера многочисленные нарушения прав человека и подавление гражданского общества.
Некоторые эксперты утверждают, что с 2005 года Египет тоже является либеральной автократией.